# رالف ارسکین (معمار)
 رالف ارسکین (انگلیسی: Ralph Erskine؛ ۲۴ فوریهٔ ۱۹۱۴ – ۱۶ مارس ۲۰۰۵) یک معمار اهل بریتانیا بود. او در سال ۱۹۸۴ برنده جایزه ولف در هنر شد.